# Интерлейкин 9
Интерлейкин-9 (также IL9) — цитокин, один из интерлейкинов, основной лимфопоэтический фактор. Белок с молекулярной массой 20-30 кДа, кодируемый геном IL9, синтезируется T-лимфоцитами, а именно CD+ хелперными клетками, и является одним из регуляторов гемопоэза. Этот цитокин стимулирует клеточное деление и предотвращает апоптоз. Интерлейкин 9 взаимодействует с рецептором, который активирует STAT.

## Представители
- Интерлейкины
- Интерлейкин 1 (альфа и бета)
- Интерлейкин 2
- Интерлейкин 3
- Интерлейкин 4
- Интерлейкин 5
- Интерлейкин 6
- Интерлейкин 7
- Интерлейкин 8
- Интерлейкин 18
- Интерлейкин 33